# Espino Amarillo (Los Santos)
Espino Amarillo es un corregimiento ubicado en el distrito de Macaracas en la provincia panameña de Los Santos. En el año 2010 tenía una población de 193 habitantes y una densidad poblacional de 7,2 personas por km².

## Toponimia y gentilicio
Toma su nombre del árbol homónimo.

## Geografía física
De acuerdo con los datos del INEC el corregimiento posee un área de 27 km².

## Demografía
De acuerdo con el censo del año 2010, el corregimiento tenía una población de unos 193 habitantes. La densidad poblacional era de 7,2 habitantes por km². 